# Calineczka (film 1993)
Calineczka (ang. Thumbelina) – australijski film animowany z 1993 roku w reżyserii Richarda Slapczynskiego zrealizowany na podstawie scenariusza Leonarda Lee. Animowana adaptacja utworu o tym samym tytule Hansa Christiana Andersena wyprodukowana przez firmę Burbank Animation Studios.

## Fabuła
Starsza wdowa dzięki swojej dobroci została obdarowana najcenniejszym prezentem, o jakim marzyła całe swoje życie. Ubogi żebrak w zamian za otrzymane jedzenie, zmieniając się w czarodzieja ofiarował jej ziarnko, z którego wyrosła śliczna mała dziewczynka – Calineczka. Niestety zazdrość świnki doprowadza do zaginięcia dziewczynki. Calineczkę czeka długa i męcząca wędrówka. Dzięki przyjaznemu usposobieniu dziewczynce udaje się zaprzyjaźnić z wieloma istotami, które z czasem pomagą jej wrócić do domu dobrej wdowy.

## Obsada (głosy)
- Rachel King
- Gennie Nevinson
- Lee Perry

## Wersja polska
W Polsce film został wydany na VHS i DVD z różnymi okładkami m.in. w serii Wielka Kolekcja Bajek z polskim dubbingiem.
W polskiej wersji wystąpili:
- Ireneusz Załóg
- Kondrad Ignatowski
- Radosław Kaliski
- Magdalena Korczyńska
- Anita Sajnóg